# 商业公司党
商业公司党（英語：Business-firm party），又称企业党、个人党、个人主义党，是一类以某位具有魅力的政治企业家为核心的政党。这类政党通常由政治企业家亲自创建，旨在推动其个人利益的发展。典型的例子是捷克富豪安德烈·巴比什创建的“是的2011”党。